# Joan Baptista Ravanals
Joan Baptista Ravanals (València, c. 1678 - ?) fou un gravador valencià.
Va estudiar sota el mestratge d'Evarist Muñoz Estarlich a València. Entre altres obres va gravar un retrat eqüestre del rei Felip V, un arbre genealògic de la Família Reial, un retrat del Pare Gregori Ridaura i Peres, una estampa de Sant Roderic, un segon retrat de Felip V, algunes planxes per a la primera edició del Compendio de Matemáticas del Pare Tosca (1705), el frontispici del llibre anomenat Centro de la Fe Ortodoxa, amb una representació de l'aparició de la Mare de Déu del Pilar a sant Francesc i alguns dels seus deixebles; així com il·lustracions d'altre devocionari dedicat a sant Tomàs d'Aquino, amb figures d'altres sants.
A principis de la dècada del 1710 va estar actiu a Madrid, però aviat va retornar a la seua ciutat, on va continuar la seua activitat.